# Androniscus carynthiacus
Androniscus carynthiacus là một loài chân đều trong họ Trichoniscidae. Loài này được Verhoeff miêu tả khoa học năm 1908.